# Tipos de rectas en sistema diédrico
Los distintos tipos de rectas en el sistema diédrico utilizados en el dibujo técnico se distinguen según su posición en el espacio, el cual ha sido dividido en cuatro regiones o cuadrantes: el cuadrante anterior-superior (Primer Cuadrante); el cuadrante posterior-superior (Segundo Cuadrante); el cuadrante posterior-inferior (Tercer Cuadrante), y el cuadrante anterior-inferior (Cuarto Cuadrante).

## Paralelas a un plano de proyección y perpendiculares al otro plano de proyección
Existen dos variaciones en esta posición; en ambas las proyecciones coinciden en un solo punto sobre el plano al cual la recta es perpendicular, porque los proyectantes coinciden siendo también perpendiculares a dicho plano:
- Rectas verticales (también llamadas de pié): paralelas al plano vertical y perpendiculares al plano horizontal.
- Rectas de punta: paralelas al plano horizontal y perpendiculares al plano vertical.

## Paralelas a un plano de proyección y situadas sobre el otro plano de proyección
Existen dos variaciones en este caso, en ambas la recta contenida en un plano coincide con su propia proyección sobre ese plano, y en ambos casos la recta es paralela a la línea de tierra. La proyección correspondiente al plano opuesto coincide con la línea de tierra:
- En el plano horizontal: la recta está contenida por el plano horizontal y su proyección vertical coincide con la línea de tierra.
- En el plano vertical: la recta es contenida por el plano vertical y su proyección horizontal coincide con la línea de tierra.

## Perpendiculares a un plano y situadas sobre el otro plano
Similar a una vertical (de pie) o de punta, con la diferencia que la recta perpendicular está contenida dentro de uno de los planos de proyección. Una de las proyecciones será la recta misma, y la otra se encontrará en un punto situado en la línea de tierra.

## Rectas oblicuas
Estas rectas no son paralelas ni perpendiculares a los planos de proyección, ni a la línea de tierra, sino que forman ángulos distintos de cero y de noventa grados con dichos planos.
Sus proyecciones diédricas también serán oblicuas a la línea de tierra y de menor magnitud que la recta dada. Es por ello que ninguna de las dos proyecciones diédricas de un segmento de recta oblicuo está en verdadero tamaño o verdadera magnitud.
Para obtener la verdadera magnitud (longitud) (y los ángulos que forma con los dos planos de proyección principales del Sistema Diédrico) de un segmento de recta oblicua, es preciso aplicar uno de los siguientes métodos:
- Construcción de los dos Triángulos de Abatimiento del segmento de recta objeto de estudio.
- Cambio de Plano de proyección, tanto del vertical de proyección como del horizontal de proyección, a fin de obtener al segmento en cuestión como frontal y como horizontal, respectivamente.
- Giros del segmento objeto de estudio en torno a un eje de pie y en torno a un eje de punta, a fin de obtener al segmento en cuestión como frontal y como horizontal, respectivamente.

## Rectas oblicuas a un plano y paralelas al otro
Estas rectas oblicuas a un plano y paralelas al otro pueden catalogarse en frontales u horizontales:
- Rectas frontales: las rectas frontales son paralelas al plano vertical, pero oblicuas al horizontal. Su proyección vertical será oblicua a la línea de tierra, y su proyección horizontal será paralela a la línea de tierra. El ángulo formado entre su proyección vertical y la línea de tierra es igual al ángulo formado entre la propia recta y el plano horizontal de proyección.
- Rectas horizontales: éstas son paralelas al plano horizontal, pero oblicuas al plano vertical. Su proyección vertical será paralela a la línea de tierra y su proyección horizontal será oblicua a la línea de tierra. El ángulo formado entre su proyección horizontal y la línea de tierra es igual al ángulo formado entre la propia recta y el plano vertical de proyección.

## Oblicuas a un plano y situadas sobre el otro
Son casos particulares de las rectas descritas en el apartado anterior. Se pueden encontrar situadas en el plano vertical o en el plano horizontal de proyección:
- Situada en el vertical (recta frontal de vuelo o alejamiento igual a cero): la recta está situada en el plano vertical, donde sus proyectantes equivalen a cero, por lo tanto su proyección vertical coincide con la misma recta. Su proyección horizontal se encuentra en la línea de tierra.
- Situada en la horizontal (recta horizontal de cota o altura igual a cero): la recta está situada en el plano horizontal, por lo tanto su proyección vertical coincide con la línea de tierra. Su proyección horizontal está confundida con la misma recta dada.

## Rectas de perfil
Las rectas de perfil son oblicuas respecto a ambos planos y perpendiculares a la línea de tierra. A causa de esto sus proyecciones están superpuestas la una sobre la otra. Cuando la recta dada corta la línea de tierra, sus proyecciones también la cortarán. Una recta de perfil es paralela a todo plano lateral, entendido como un plano perpendicular a la línea de tierra.
La suma de los ángulos que una recta de perfil forma con los planos principales de proyección del Sistema Diédrico (horizontal y vertical) es igual a 90°.
Por todo lo anterior, no es posible visualizar los valores reales de dichos ángulos en las proyecciones diédricas, así como tampoco la verdadera magnitud de un segmento de recta en posición de perfil. Para obtener esas magnitudes es preciso realizar una de las siguientes operaciones:
- Construir los Triángulos de Abatimiento del segmento de perfil en cuestión.
- Aplicar el método de Cambio de Plano (bien del vertical, bien del horizontal), a objeto de generar una nueva proyección cilíndrica ortogonal del segmento en cuestión, tal que dicho segmento sea paralelo al nuevo plano de proyección creado.
- Girar el segmento de perfil en cuestión en torno a un eje que sea:
  - De pie o vertical, para hallar su verdadera magnitud y el valor del ángulo que forma con el plano horizontal de proyección.
  - De punta, para hallar su verdadera magnitud y el valor del ángulo que forma con el plano vertical de proyección.

## Coincidentes con la línea de tierra
Este es un caso poco común, cuando la recta está situada sobre la misma línea de tierra, es decir no contiene trazas proyectantes ni pasa por algún cuadrante.